# Cynic
A Cynic egy floridai zenekar, mely fontos szerepet töltött be a death metal fejlődésében. Zenéjükben a death metal, a progresszív metal és a jazz zene keveredik. 1993-ban megjelent Focus című bemutatkozó albumukkal stílusteremtővé váltak, de a következő évben feloszlottak. 2006-ban alakultak újjá és 2008-ban adták ki második lemezüket, a pszichedelikusabb hangvételű, kevésbé agresszív Traced in Airt.

## Történet
1987-ben alakultak és nagyon fiatalon robbantak be a floridai death metal színtérre. A kezdeti thrash metal-os megközelítést hamarosan felváltotta egy szokatlan, kísérletező hozzáállás, ahogy elkezdték a death metalt vegyíteni a Mahavishnu Orchestra-féle 70-es évekbeli jazz rock stílusjegyekkel. 3 demó után a zenekar két meghatározó egyéniségét, Paul Masivdal gitáros/énekest és Sean Reinert dobost Chuck Schuldiner meghívta a kultikus Death zenekar 1991-es, Human című lemezére vendégszerepelni, ami a Cynic-nek is nagy publicitást biztosított, mert a rajongók és a sajtó egybehangzó dicsérete ellenére is kitartottak a mellett, hogy fő zenekaruk a Cynic marad. A Tony Choy basszusgitárossal és Jason Göbel gitárossal kiegészült duó 1991-es demója révén utat talált a Roadrunner istállójába, az ő égiszük alatt kezdték meg bemutatkozó lemezük felvételeit, ám egy szerencsétlen baleset folytán (a Jason Göbel házában lévő stúdiót megsemmisítette egy hurrikán) csak 1993-ban jelenhetett meg a korszakos alapműnek számító Focus.

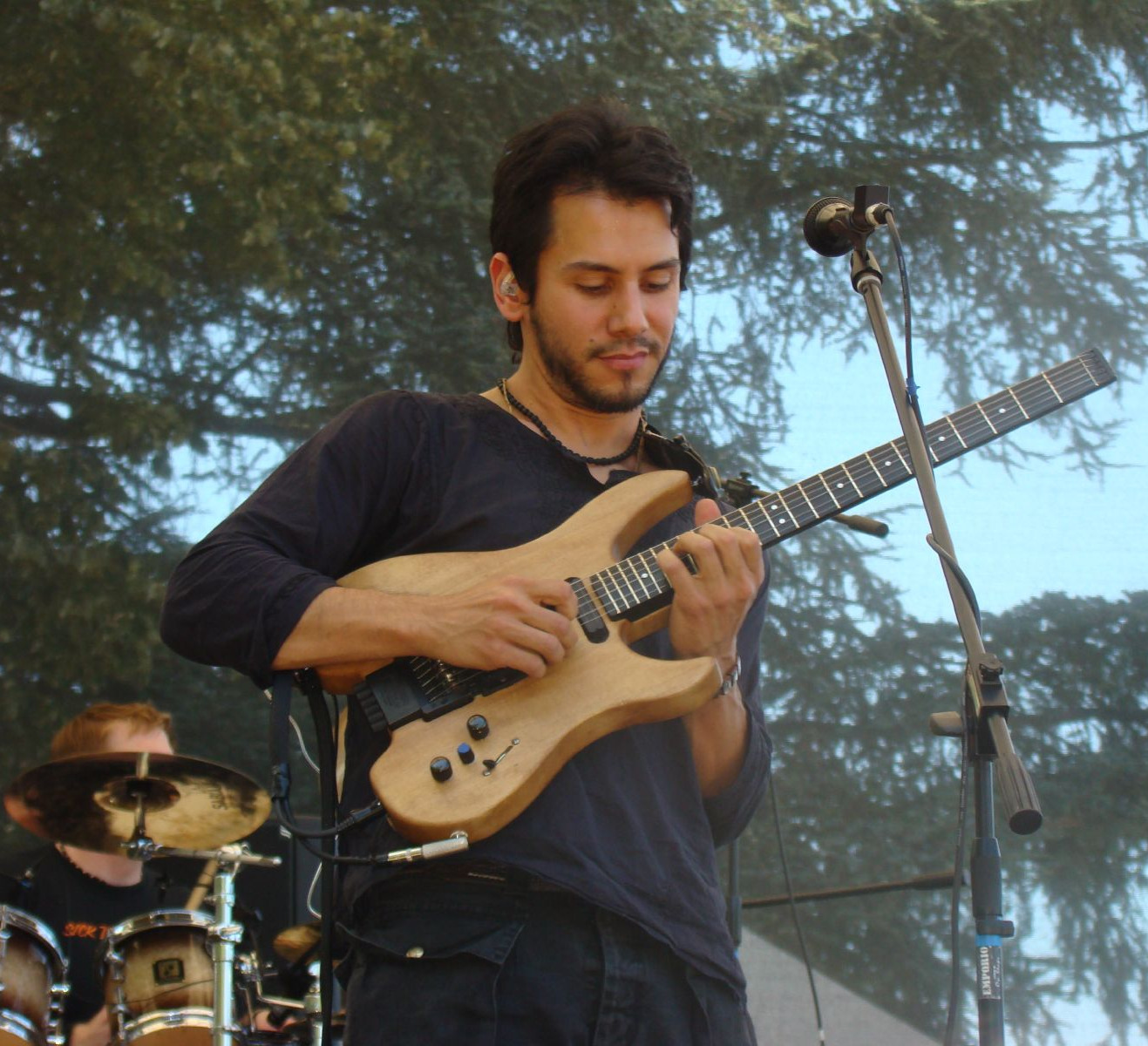
Paul Masvidal a Cynic énekese és gitárosa 2007-ben.

Choy helyét (aki addigra a szintén hasonló vonalon mozgó Atheist zenekarba igazolt) egy Morrisound stúdióban talált sessionzenésszel, Sean Malone-nal egészítették ki. A lemezt egyetlen turné követte - ahol Malone helyén Chris Kringel basszusgitáros szerepelt -, ami után a zenekar feloszlatta magát, de ugyanaz a tagság egyből meg is alakította a Portal névre hallgató formációt Aruna Abrams énekesnővel kiegészülve. A Portal jóval atmoszferikusabb zenét játszott a Cynic-nél, a metal stíluselemek már csak nyomokban voltak felfedezhetőek, lemezkészítésig pedig el sem jutott a csapat. Emléküket egy nehezen beszerezhető 10 számos demó őrzi 1995-ből, amit a szűk réteg, ami ismeri, óriási becsben tart. A Portal feloszlása után a tagok szétszéledtek, Paul Masvidal és Sean Reinert Aeon Spoke nevű alternatív/pop zenekarukban folytatták a zenélést, Jason Göbel a Sean Malone nevével fémjelzett Gordian Knot projektben bukkant fel 1-1 vendégszereplés erejéig (különben felhagyott a zenéléssel), Chris Kringel és Sean Malone pedig különböző jazz formációkban sessionöztek.

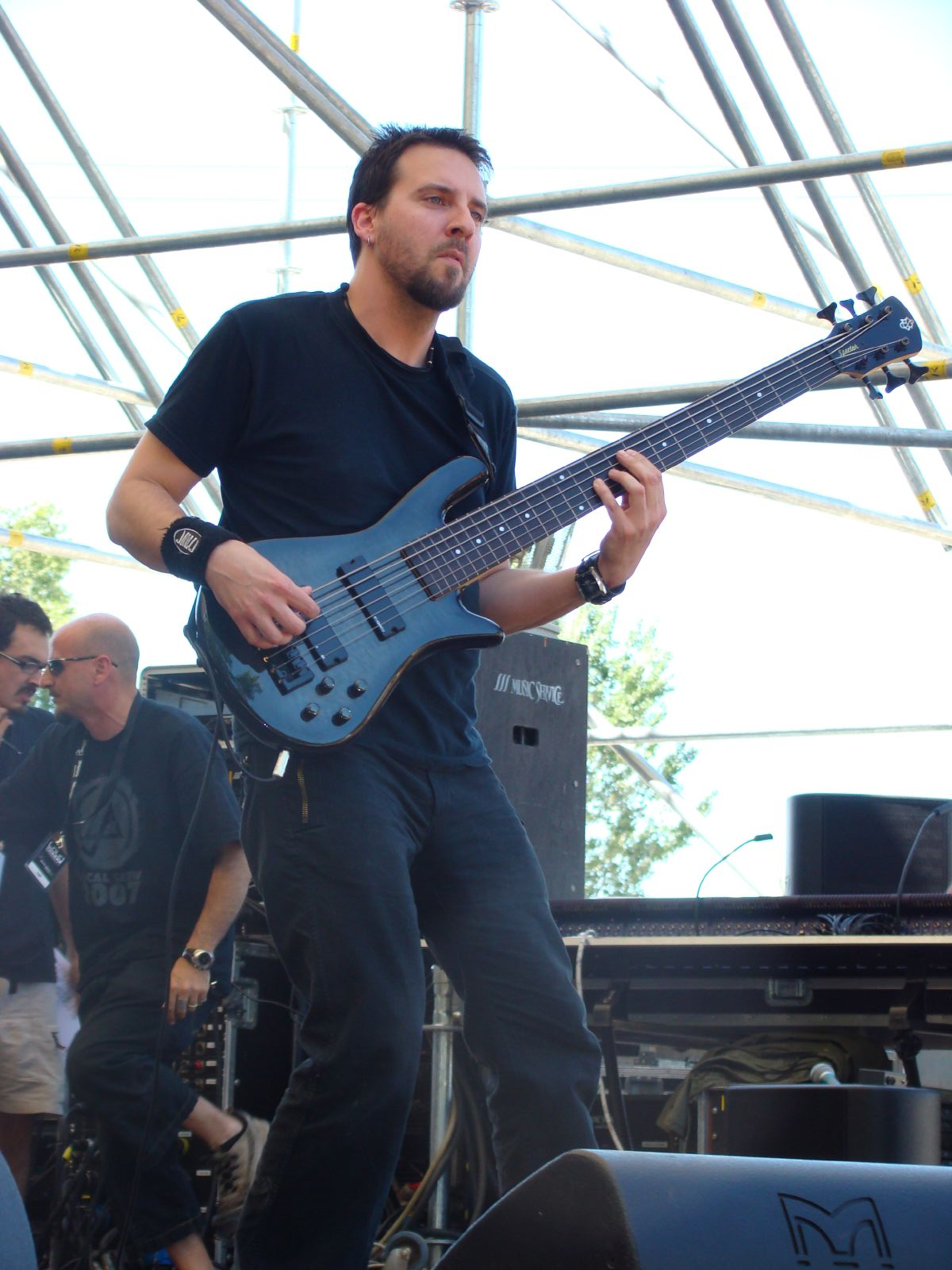
Chris Kringel basszusgitáros egy 2007-es koncerten.

Az évek során folyamatosan feltették a régi tagoknak a kérdést, hogy várható-e valamiféle folytatása a Cynic-sztorinak, ám 2007-ig nemigen látszott esély arra, hogy ez megtörténhet. Végül 2007 nyarán egy rövid reunion turné erejéig összeállt a zenekar, bár Jason Göbel nélkül (az ő helyén David Senescu gitáros szerepelt), illetve samplerről bejátszott hörgéssel. A 2008-ban megjelent 15 év után a második Cynic lemezt Traced In Air címmel, ami egyesek szerint nem kevésbé színvonalas, mint az alapműnek számító Focus. (Bár sokoknak viszont csalódást okozott.) Ezen a lemezen újra csatlakozott a zenekarhoz Sean Malone basszusgitáros, Jason Göbel helyén pedig Tymon Kruidenier gitáros hallható, aki a durva vokálokért is felel.

## Diszkográfia

### Albumok
- Focus (1993)
- Traced in Air (2008)
- Kindly Bent to Free Us (2014)
- Ascension Codes (2021)

### EP-k
- Re-Traced (2010)
- Carbon-Based Anatomy (2011)
- The Portal Tapes (2012)

### Demók
- '88 Demo (1988)
- Reflections of a Dying World (1989)
- '90 Demo (1990)
- Demo 1991 (1991)
- Portal 1995 (1995)
- Promo (2008)

## Zenekar tagok
- Paul Masvidal – gitár, ének (1987–1994, 2006–napjainkig) (ex–Death, Gordian Knot, ex–Portal, Master, Æon Spoke)
- Sean Reinert – dob (1987–1994, 2006–2020) (Aghora, ex–Death, Gordian Knot, ex–Portal, Æon Spoke, C–187)
- Sean Malone – Fretless basszusgitár, Chapman Stick (1993–1994, 2008–napjainkig) (ex–Aghora, Gordian Knot, OSI)
- Robin Zielhorst – Fretless basszusgitár (élőben, 2008–napjainkig) (Exivious)
- Tymon Kruidenier – gitár, mély vokál (2008–napjainkig) (Exivious)